# Limnophila (Limnophila) serena
Limnophila (Limnophila) serena is een tweevleugelige uit de familie steltmuggen (Limoniidae). De soort komt voor in het Australaziatisch gebied.